# La Encarnación (ort i Honduras, Departamento de Ocotepeque, lat 14,67, long -89,08)
La Encarnación är en ort i Honduras.   Den ligger i departementet Departamento de Ocotepeque, i den västra delen av landet, 210 km väster om huvudstaden Tegucigalpa. La Encarnación ligger 937 meter över havet och antalet invånare är 1 484.
Terrängen runt La Encarnación är huvudsakligen kuperad, men österut är den bergig. La Encarnación ligger nere i en dal. Runt La Encarnación är det ganska tätbefolkat, med 86 invånare per kvadratkilometer. Närmaste större samhälle är Copán, 19,8 km norr om La Encarnación. Omgivningarna runt La Encarnación är en mosaik av jordbruksmark och naturlig växtlighet.